# 羅德里格斯德門多薩省

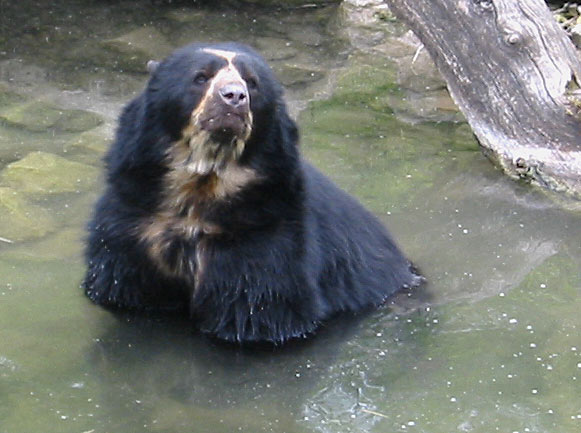

羅德里格斯德門多薩省（西班牙語：Provincia de Rodríguez de Mendoza），是秘魯的省份，位於該國北部亞馬遜大區，西面是查查波亞斯省，面積2,359平方公里，海拔高度1,295米，首府是門多薩，在1932年10月31日建立，2005年25,869，人口密度每平方公里10.97人。

## 外部連結
- Rodríguez de Mendoza province official website

6°18′57″S 77°32′17″W / 6.315938°S 77.538016°W